# 富山県道246号小泉高岡線
富山県道246号小泉高岡線（とやまけんどう246ごう こいずみたかおかせん）は、富山県射水市から高岡市に至る一般県道である。

## 概要
射水市広上の広上口交差点から終点の高岡市東下関の下関町交差点までは、富山県道58号高岡小杉線との重複区間であるため、単独区間は射水市内のみである。

### 路線データ
- 起点：富山県射水市小泉（小泉（南）交差点、富山県道11号新湊庄川線交点）
- 終点：富山県高岡市東下関（下関町交差点、富山県道58号高岡小杉線交点、富山県道247号中川南町線終点）
- 延長：1,098 m

## 路線状況

### 重複区間
- 富山県道58号高岡小杉線（射水市広上・広上口交差点 - 高岡市東下関・下関町交差点（終点））

## 地理

### 通過する自治体
- 射水市
- 高岡市

### 交差する道路
| 交差する道路                                                  | 市町村名 | 交差する場所 | 交差する場所            |
| ------------------------------------------------------------- | -------- | ------------ | ----------------------- |
| 富山県道11号新湊庄川線                                        | 氷見市   | 小泉         | 小泉（南）交差点 / 起点 |
| 富山県道58号高岡小杉線 重複区間起点 富山県道352号広上大門新線 | 氷見市   | 広上         | 広上口交差点            |
| 富山県道57号高岡環状線                                        | 高岡市   | 二塚         | 二塚交差点              |
| 富山県道73号高岡青井谷線                                      | 高岡市   | 駅南         | 舘川町交差点            |
| 富山県道58号高岡小杉線 重複区間終点 富山県道247号中川南町線   | 高岡市   | 下関町       | 下関町交差点 / 終点     |

### 交差する鉄道
- 北陸新幹線
- あいの風とやま鉄道線
- 氷見線

### 沿線にある施設など
- 富山県産業創造センター（高岡テクノドーム）
- 高岡市立下関小学校
- 高岡市立芳野中学校